# سالاد هفت‌لایه
سالاد هفت لایه یک غذای آمریکایی است که شامل ترکیبی رنگین از هفت لایه مواد تشکیل دهنده‌ای چون: کاهوی یخ‌زده، گوجه فرنگی، خیار، پیاز، نخود فرنگی شیرین، تخم مرغ آب‌پز سفت، برش‌های پنیر چدار و تکه‌های بیکن است. بر روی سالاد سس مایونز و گاهی خامه ترش اضافه می‌شود. این سالاد در ظرف شیشه‌ای یا ماهی‌تابه بزرگ سرو می‌شود تا لایه‌های مختلف آن قابل مشاهده باشد. این غذا معمولاً در پیک‌نیک یا در مراسم‌هایی که افراد زیادی گرد هم می‌آیند و بسیاری از آن‌ها باید تغذیه شوند استفاده می‌شود. انواع بسیار متنوعی از سالاد هفت لایه وجود دارد، به عنوان نمونه می‌توان این سالاد را با لایه‌های اضافی (و یا گاهی کمتر) درست کرد و برای مثال یک سالاد هشت لایه آماده نمود.
این سالاد به دلیل محتویاتی که دارد، به عنوان نوعی سالاد رژیمی و در صورت حذف گوشت یا تخم مرغ، غذای مناسبی برای گیاه‌خواران است. برای اضافه کردن گوشت به این غذا، ابتدا باید گوشت را خرد کرده و با محتویات دیگر مخلوط کرد. سبزیجات این سالاد را می‌توان با کلم و هویج آب‌پز نیز جایگزین کرد. در ترکیب این سالاد همچنین می‌توان از پنیر پارمسان، گوشت نمک زده و شکر سفید نیز استفاده کرد. در لایه‌های زیرین معمولاً گوشت و کلم و پنیر قرار داده می‌شود.
در برخی دستورهای پخت از ماست یونانی، مایونز، شکر، نمک، فلفل و شوید خرد شده نیز برای درست کردن سس استفاده می‌شود.